# Veronica Burton (tennista)
Veronica Burton (Londra, 27 gennaio 1952) è un'ex tennista britannica.

## Carriera
Si fa notare a livello giovanile conquistando il singolare ragazze al Roland Garros 1970, il mese successivo fa il suo esordio a Wimbledon dove viene sconfitta al secondo turno. Ha solcato i campi londinesi per tutti gli anni 1970 ottenendo come miglior risultato il quarto turno a Wimbledon 1974 nel doppio misto insieme a John Feaver.
Ha raggiunto il terzo turno sull'erba newyorkese degli US Open 1973 sconfiggendo sulla sua strada una giovanissima Martina Navrátilová.